# Mario Merola (terzo album del 1967)
Mario Merola è il terzo album discografico dell'omonimo cantante pubblicato in Italia nel 1967.

## Descrizione
Contiene una raccolta di brani già pubblicati come singoli negli anni precedenti. Lo stesso anno vennero pubblicati altri tre album omonimi con la stessa copertina e con una diversa selezione di brani. Venne ristampato nel 1973 e nel 1977 con il titolo "Freva e' gelusia" e una diversa copertina.

## Tracce
1. Freva e' gelusia (Alfonso Chiarazzo e Salvatore Palliggiano)
2. 'E quatte vite (A. Campofiori, Enrico Schiano e Enzo Manzoni)
3. Luna dispettosa (Domenico Giordano e Giuseppe Palumbo)
4. Ammanettato (Vincenzo Acampora e Vincenzo de Crescenzo)
5. Fantasia (Bovio e Valente)
6. 'E vvarchetelle (Enzo Di Domenico e Giovanni Marigliano)
7. Cchiu' fforte 'e me (Landi, Martucci e Colosimo)
8. Malasera (R. Fiore e F. Rendine)
9. Te chiammava Maria (Franzese, Sciotti e Giordano)
10. Mmbrellino 'e seta (Giuseppe Russo, Sasso e Felice Genta)
11. Schiavo senza catene (V. Annona e De Dominicis)
12. 'A voce 'e mamma (Giuseppe Russo e Felice Genta)